# Шилук језик
Шилук језик (Dhɔg Cɔllɔ, Dhɔ Cɔl), такоће и чоло је језик из породице нило-сахарских језика. Њиме се служи око 200.000 становника Јужног Судана, који су припадници етничке групе Шилук, што га чини петим по броју говорника у овој земљи. У прошлости је био званичан језик краљевства Шилука.